# Bolgár pátriárkák listája
Az alábbi lista a bolgár ortodox egyház legfőbb méltóságának viselőit, a pátriárkákat tartalmazza.
A nevek görögös  – illetve, ha van ilyen, magyaros – alakban szerepelnek.

## Drasztáriérsekség (870–919)
| Drasztári érsek | Hivatali idő     | Bolgár eredeti név | Megjegyzés |
| --------------- | ---------------- | ------------------ | ---------- |
| I. József       | érsek: 870 – 877 |                    |            |
| György          | érsek: 877 – 893 |                    |            |
| Gergely         | érsek: 893 – 917 |                    |            |
| I. Leontiosz    | érsek: 917 – 919 |                    |            |

## Első bolgár pátriárkátus (919–1018)
| Bolgár pátriárka | Hivatali idő             | Bolgár eredeti név | Megjegyzés |
| ---------------- | ------------------------ | ------------------ | ---------- |
| I. Leontiosz     | pátriárka: 919 – 927     |                    |            |
| I. Démétriosz    | pátriárka: 927 – 930?    |                    |            |
| Szergiosz        | pátriárka: 931? – 940?   |                    |            |
| I. Gergely       | pátriárka: 940? – 944?   |                    |            |
| Damján           | pátriárka: 944? – 972?   |                    |            |
| I. Germánosz     | pátriárka: 972? – 990?   |                    |            |
| Miklós           | pátriárka: 991? – 1000?  |                    |            |
| Fülöp            | pátriárka: 1000? – 1015? |                    |            |
| Dávid            | pátriárka: 1015? – 1018? |                    |            |

## Tarnovoiérsekség (1186–1246)
| Tarnovoi érsek      | Hivatali idő       | Bolgár eredeti név | Megjegyzés |
| ------------------- | ------------------ | ------------------ | ---------- |
| I. Szent Baszileosz | érsek: 1186 – 1232 |                    |            |
| I. Joachim          | érsek: 1232 – 1246 |                    |            |

## Második bolgár pátriárkátus (1235–1393)
| Bolgár pátriárka         | Hivatali idő                  | Bolgár eredeti név | Megjegyzés |
| ------------------------ | ----------------------------- | ------------------ | ---------- |
| I. Szent Joachim         | pátriárka: 1235 – 1246        |                    |            |
| Viszárion                | pátriárka: 1246               |                    |            |
| II. Baszileosz           | pátriárka: 1246 – 1254?       |                    |            |
| III. Baszileosz          | pátriárka: 1254? – 1263       |                    |            |
| II. Joachim              | pátriárka: 1263 – 1272        |                    |            |
| Ignác                    | pátriárka: 1272 – 1277        |                    |            |
| Szent Makariosz          | pátriárka: 1277 – 1284        |                    |            |
| III. Joachim             | pátriárka: 1284 – 1300        |                    |            |
| Dorotheosz               | pátriárka: 1300 – 1315?       |                    |            |
| Romanosz                 | pátriárka: 1315? – 1325?      |                    |            |
| I. Teodóz                | pátriárka: 1325? – 1337       |                    |            |
| I. Joannikiosz           | pátriárka: 1337 – 1340?       |                    |            |
| Simeon                   | pátriárka: 1341? – 1348       |                    |            |
| II. Teodóz               | pátriárka: 1348 – 1363        |                    |            |
| II. Joannikiosz          | pátriárka: 1363 – 1375        |                    |            |
| Szent Euthümiosz (*1325) | pátriárka: 1375 – 1399, †1403 |                    |            |

## Bolgárexarchákésvikáriusok(1872–1953)
| Bolgár exarcha/vikárius          | Hivatali idő                                                           | Bolgár eredeti név | Megjegyzés |
| -------------------------------- | ---------------------------------------------------------------------- | ------------------ | ---------- |
| Hilárión (*1800)                 | exarcha: 1872-ben, †1884. február 2.                                   |                    |            |
| I. Anthemiosz (*1816)            | exarcha: 1872 – 1877, †1888. december 1.                               |                    |            |
| I. József (*1840. május 5.)      | exarcha: 1877 – †1915. június 20.                                      |                    |            |
| Partheniosz (*1845. február 12.) | vikárius (helynök): 1915 – †1918. június 20.                           |                    |            |
| Baszileosz (*1847 májusa)        | vikárius (helynök): 1918 – 1921, †1927. január 24.                     |                    |            |
| Maximosz (*1850. szeptember 14.) | vikárius (helynök): 1921 – 1928, †1938. március 1.                     |                    |            |
| Kelemen (*1873)                  | vikárius (helynök): 1928 – †1930                                       |                    |            |
| Neophütosz (*1868. június 29.)   | vikárius (helynök): 1930 – 1944, †1971. február 26.                    |                    |            |
| I. István (*1878. szeptember 7.) | vikárius (helynök): 1944 – 1945 exarcha: 1945 – 1948, †1957. május 14. |                    |            |
| Mihály (*1884. április 6.)       | vikárius (helynök): 1948 – 1949, †1961. május 8.                       |                    |            |
| Paisziosz (*1888)                | vikárius (helynök): 1949 – 1951, †1964                                 |                    |            |
| Cirill (*1901. január 3.)        | vikárius (helynök): 1951 – 1953, ld. alább                             |                    |            |

## Az új bolgár pátriárkátus (1953– napjaink)
| Bolgár pátriárka                | Hivatali idő                         | Bolgár eredeti név | Megjegyzés |
| ------------------------------- | ------------------------------------ | ------------------ | ---------- |
| Cirill                          | pátriárka: 1953 – †1971. március 7.  | Патриарх Кирил     |            |
| Maximosz (*1914. október 29.)   | pátriárka: 1971 – †2012. november 6. | Патриарх Максим    |            |
| Neophütosz (*1945. október 15.) | pátriárka: 2013 – napjaink           | Патриарх Неофит    |            |

## Fordítás
- Ez a szócikk részben vagy egészben  a(z)   Предстоятели на Българската православна църква című bolgár Wikipédia-szócikk fordításán alapul.  Az eredeti cikk szerkesztőit annak laptörténete sorolja fel. Ez a jelzés csupán a megfogalmazás eredetét és a szerzői jogokat jelzi, nem szolgál a cikkben szereplő információk forrásmegjelöléseként.
- Ez a szócikk részben vagy egészben  a   List of Patriarchs of the Bulgarian Orthodox Church című angol Wikipédia-szócikk fordításán alapul.  Az eredeti cikk szerkesztőit annak laptörténete sorolja fel. Ez a jelzés csupán a megfogalmazás eredetét és a szerzői jogokat jelzi, nem szolgál a cikkben szereplő információk forrásmegjelöléseként.